# Merlin (album)
Merlin je treći studijski album grupe Merlin iz 1987. godine u izdanju diskografske kuće Diskoton. Album je snimljen u studenome 1987. godine u studiju „BLAP”. Sve pjesme napisao je Dino Merlin izuzev refrena u pjesmi „Kad ti dođem, nesrećo” koji je napisao Toma Zdravković. Omot je rađen na osnovu ilustracije iz knjige „Tantra”.

## Popis pjesama
| Broj | Pjesma                            | Autor                            | Producent                |
| ---- | --------------------------------- | -------------------------------- | ------------------------ |
| 1    | Sretna nova                       | Dino Merlin                      | Dino Merlin, Brano Likić |
| 2    | Tebi je lako                      | Dino Merlin                      | Dino Merlin, Brano Likić |
| 3    | Na te mislim dušo                 | Dino Merlin                      | Dino Merlin, Brano Likić |
| 4    | Niko kao ja (tvoj veseli Bosanac) | Dino Merlin                      | Dino Merlin, Brano Likić |
| 5    | Kad ti dođem, nesrećo             | Tomislav Zdravković, Dino Merlin | Dino Merlin, Brano Likić |
| 6    | Samo sam ti ja isti ost'o         | Dino Merlin                      | Dino Merlin, Brano Likić |
| 7    | Božić je                          | Dino Merlin                      | Dino Merlin, Brano Likić |
| 8    | Bez obzira na sve                 | Dino Merlin                      | Dino Merlin, Brano Likić |
| 9    | Lelo                              | Dino Merlin                      | Dino Merlin, Brano Likić |
| 10   | Dobro veče, tugo                  | Dino Merlin                      | Dino Merlin, Brano Likić |